# Walter Rilla

Walter Rilla 1929 auf einer Fotografie von Alexander Binder

Walther Wilhelm Karl Ernst Rilla (* 22. August 1894 in Neunkirchen (Saar); † 21. November 1980 in Rosenheim) war ein deutscher Schauspieler und Schriftsteller.

## Leben
Der Sohn des Eisenbahningenieurs Friedrich Wilhelm Rilla und dessen Ehefrau Karoline (geborene Gründer) wurde in Neunkirchen geboren. Bereits im Jahr 1896 zog die Familie, bedingt durch den Beruf des Vaters, aus Neunkirchen weg. Walter Rilla besuchte das Fridericianum und die Universität in Königsberg. Er studierte Literatur, Kunstgeschichte und Philosophie in Breslau, Lausanne und Berlin.
Er heiratete Theresia Klausner (1885–1948), aus dieser Ehe stammt der Filmregisseur Wolf Rilla. Seit 1959 war er mit der Schriftstellerin Alix du Frênes verheiratet.
1919 gründete er die Literaturzeitschrift „Die Erde“. Er engagierte sich zeitweise für die KPD beziehungsweise nach deren Gründung für deren Linksabspaltung KAPD. Ab 1920 arbeitete er als Dramaturg für Berliner Theater. Seit den 1920er Jahren gehörte Walter Rilla zu den wichtigsten deutschen Charakterschauspielern. 1926 spielte er neben Elisabeth Bergner in Der Geiger von Florenz, 1928 neben Marlene Dietrich in Prinzessin Olala. 1934 ging er für eine Filmrolle erstmals nach England, gefolgt von seiner endgültigen Emigration 1936. Hier war er für den Londoner Rundfunk tätig. Rilla verblieb in England bis Ende der 1950er Jahre als anerkannter Nebendarsteller tätig, so in Produktionen wie Star of India oder Sabotage Agent.
Wieder in Deutschland hatte er seine erste Rolle in Bekenntnisse des Hochstaplers Felix Krull an der Seite von Liselotte Pulver und Horst Buchholz. Er spielte in den Doktor-Mabuse-Filmen Das Testament des Dr. Mabuse und Scotland Yard jagt Dr. Mabuse sowie in den Edgar-Wallace-Verfilmungen Der Fälscher von London und Zimmer 13. Im letztgenannten Film sowie in Ich, Dr. Fu Man Chu trat er jeweils in Vater-Tochter-Konstellationen zusammen mit Karin Dor auf.
Darüber hinaus war Rilla Schriftsteller, Drehbuchautor, Produzent, Regisseur und Fernsehschauspieler. Er hatte seinen letzten Auftritt neben Christoph Bantzer in Heinrich Heine. 1966 erhielt er das Filmband in Gold für sein Wirken im deutschen Film.
Er wurde auf dem Friedhof in Oberaudorf beigesetzt.

## Filmografie (Auswahl)
- 1922: Hanneles Himmelfahrt
- 1923: Die Magyarenfürstin
- 1923: Im Namen des Königs
- 1923: Alles für Geld
- 1923: Die Finanzen des Großherzogs
- 1924: Der Mönch von Santarem
- 1925: Die Prinzessin und der Geiger
- 1926: Fiaker Nr. 13
- 1926: Die geschiedene Frau
- 1926: Die Königin des Weltbades
- 1926: Der Geiger von Florenz
- 1926: Dürfen wir schweigen?
- 1926: Die Welt will belogen sein
- 1926: Die Sporck’schen Jäger
- 1927: Kinderseelen klagen euch an
- 1927: Doña Juana
- 1927: Die weiße Spinne
- 1927: Orientexpress
- 1928: Die Sache mit Schorrsiegel
- 1928: Prinzessin Olala
- 1928: Eva in Seide
- 1928: Revolutionshochzeit
- 1928: Der Mann mit dem Laubfrosch
- 1929: Ehe in Not
- 1929: Die fidele Herrenpartie
- 1929: Die Sünde einer schönen Frau
- 1931: Leichtsinnige Jugend
- 1931: 24 Stunden aus dem Leben einer Frau
- 1931: Die Männer um Lucie
- 1933: Ein gewisser Herr Gran
- 1933: Abenteuer am Lido
- 1933: Der Jäger aus Kurpfalz
- 1934: Der Springer von Pontresina
- 1934: Die scharlachrote Blume (The Scarlet Pimpernel)
- 1935: Der rote Sultan (Abdul the Damned)
- 1935: Lady Windermeres Fächer
- 1937: Königin Viktoria (Victoria the Great)
- 1938: Sixty Glorious Years
- 1944: Mr. Emmanuel
- 1951: Geheimdienst schlägt zu (I’ll Get You for This)
- 1957: Bekenntnisse des Hochstaplers Felix Krull
- 1958: Scampolo
- 1958: … und nichts als die Wahrheit
- 1959: Die Wahrheit über Rosemarie
- 1960: Der liebe Augustin
- 1960: Nur wenige sind auserwählt (Song Without End)
- 1961: Geheime Wege (The Secret Ways)
- 1961: Der Fälscher von London
- 1961: Riviera-Story
- 1961: Unser Haus in Kamerun
- 1962: Das Testament des Dr. Mabuse
- 1963: Todestrommeln am großen Fluß (Sanders of the River)
- 1963: Die zwölf Geschworenen (Fernsehfilm)
- 1963: Scotland Yard jagt Dr. Mabuse
- 1964: Zimmer 13
- 1964: Kennwort: Reiher
- 1964: Das siebente Opfer
- 1964: Die Verdammten der Blauen Berge (Code 7, Victim 5)
- 1964: Die Todesstrahlen des Dr. Mabuse
- 1964: Der Fall X 701
- 1965: Ich, Dr. Fu Man Chu (The Face of Fu Manchu)
- 1965: 4 Schlüssel
- 1965: Klaus Fuchs – Geschichte eines Atomverrats (TV)
- 1966: Grieche sucht Griechin
- 1966: Die Rechnung – eiskalt serviert
- 1967: Der Tod ritt dienstags (I giorni dell’ira)
- 1968: Madame Legros
- 1969: Detektive
- 1969: Die sieben Männer der Sumuru
- 1969: Der Kommissar (Fernsehserie, Folge: Keiner hörte den Schuß)
- 1969: Pepe, der Paukerschreck
- 1971: Der Teufel kam aus Akasava
- 1971: Paul Temple (Fernsehserie, Folge: Die Probleme des Herrn von Leverkühn)
- 1971: Malpertuis
- 1975: Eurogang (Fernsehserie, Folge: Ein Wagen voll Madonnen)
- 1976: Unordnung und frühes Leid
- 1978: Heinrich Heine

## Veröffentlichungen
- hier als Walther Rilla: Politik, Revolution und Gewalt (= Tribüne der Kunst und Zeit. Eine Schriftensammlung. Bd. 24, ZDB-ID 532403-8). Erich Reiß Verlag, Berlin 1920 (Reprint: Kraus Reprint, Nendeln 1973, ZDB-ID 532403-8).
- als Herausgeber, hier als Walther Rilla: Die Erde. Politische und kulturpolitische Halbmonatsschrift. Band 1–2,1 [Jg. 1–2,1], 1919–1920, ZDB-ID 220972-x, (Reprint: Kraus Reprint, Nendeln 1970).
- Saat der Zeit. Roman. Autorisierte, vom Verfasser revidierte Übersetzung aus dem Englischen von Ernst Sander. Kindler, München 1955.
- Ohnmacht des Herzens. Roman. Aus dem Englischen vom Autor übertragen. Kindler, München 1956.
- Herrlich wie am ersten Tag. Eine europäische Reise. Kindler, München 1957.